# Candy (C-C-Bの曲)
「CANDY」（キャンディー）は、1983年6月1日にリリースされたC-C-B（発売当時は“ココナッツボーイズ”）の1枚目のシングル（デビュー曲）。

## 解説
ヨーグルト製品「ヨープレイト」のCM曲として使用された。
発売当初のレコード・ジャケットに写っているのはバンド結成時の初期メンバー。『Romanticが止まらない』でブレイクした後に再発売されたものは、後年に知られる5人のメンバーが写っているものに変更。

## 収録曲
| 全作曲: 萩原健太。 |                                       |          |            |                           |      |
| #                  | タイトル                              | 作詞     | 作曲・編曲 | 編曲                      | 時間 |
| 1.                 | 「CANDY」(キャンディー)               | 児島由美 | 萩原健太   | 佐孝康夫、萩原健太、C-C-B | 4:10 |
| 2.                 | 「SUPER BOARD」(夢のスーパー・ボード) | 入江真規 | 萩原健太   | 萩原健太、C-C-B           |      |